# Ostpreußische Generallandschaftsdirektion

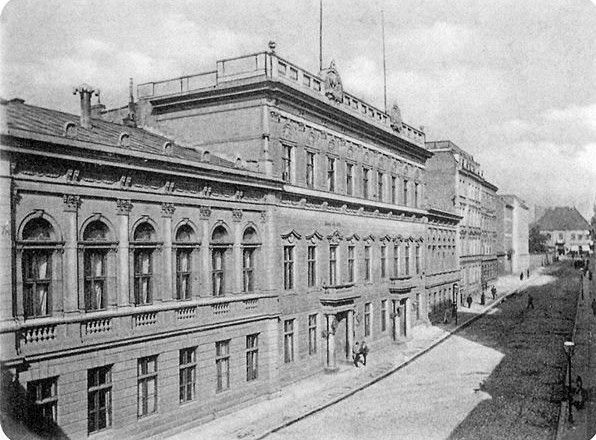
Ostpreußische Landschaft (vor 1901)

Die Ostpreußische Generallandschaftsdirektion – oder auch nur Ostpreußische Landschaft genannt – ist ein historisches Verwaltungsgebäude in Königsberg an der Landhofmeisterstraße (heute ul. S. Tjulenina), das ein landwirtschaftliches Bankinstitut beherbergte.

## Geschichte

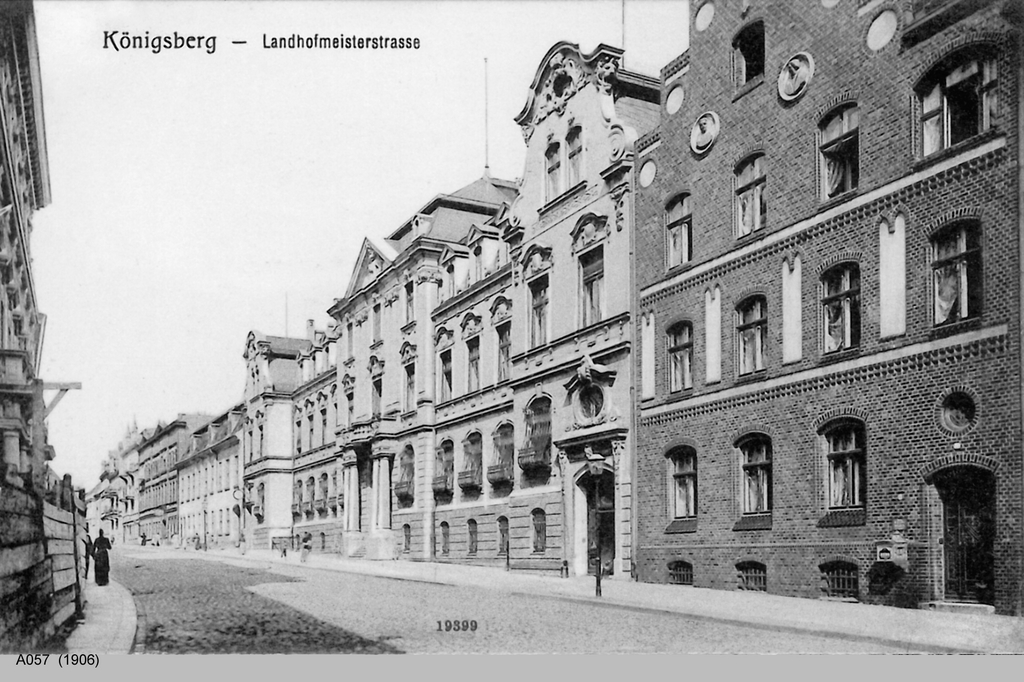
Ostpreußische Landschaft (Zustand nach 1901).

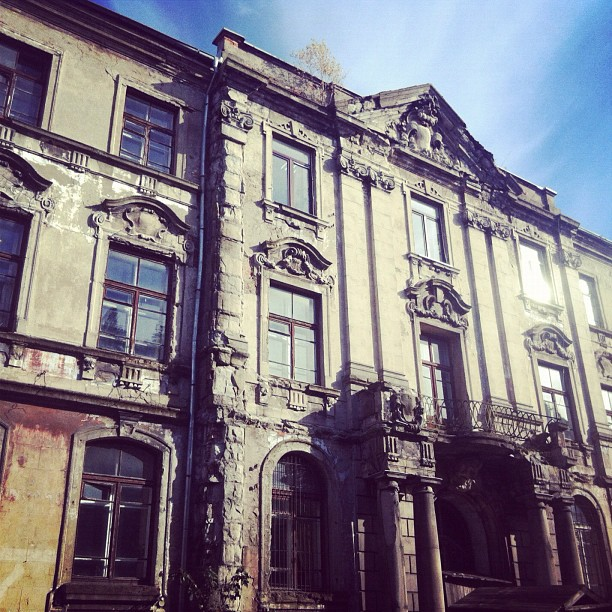
Ostpreußische Generallandschaftsdirektion, Mittelbau von 1901/1903 (Zustand 2013).

Diese Organisation, die ostpreußischen Landwirten unkündbare Kredite zu mäßigen Zinsen beschaffen konnte, wurde 1788 von König Friedrich Wilhelm II. von Preußen mit einem Kapital von 200.000 Talern gegründet, mit dem Titel Die Landschaft. 1795 unterstand die Ostpreußische Landschaft dem Großkanzler Johann Heinrich von Carmer in dessen Eigenschaft als Königlicher Kommissar der Landschaftlichen Collegia. Dieses Unterstellungsverhältnis galt ebenso für die Westpreußische Landschaft. Ostpreußischer General-Direktor war damals der Oberburggraf Christoph Albrecht von Ostau, Generallandschaftsrat Capitain Friedrich Heinrich Freiherr von Korff-Bledau. Graf Carmer begleitete mehrere Provinzial-Distrikte mit deren Direktoren und den zuständigen Ritterschaftsräten.
1806 kaufte der Landschaftsdirektor das Wallenrodtsche Grundstück in der Landhofmeisterstraße 17. Das Gebäude wurde zweigeschossig angelegt und diente zunächst als Ständehaus. 1807 wurden auch Gutsbesitzer und Kölmer kreditberechtigt.
Auf Einladung des Grafen Dohna traten dort am 5. Februar 1813 die Landstände zusammen. Aufgrund des Yorckschen Aufrufs wurde dort eigenverantwortlich und auf eigene Kosten die Aufstellung der Ostpreußischen Landwehr und des Ostpreußischen National-Kavallerie-Regiments beschlossen. Otto Brausewetter, Nachkomme eines Teilnehmers, hat dieses Ereignis in einem Gemälde festgehalten, welches im Zweiten Weltkrieg zerstört wurde. Am 7. Februar 1813 wurde die von Clausewitz, Dohna und Yorck aufgestellte Landwehrordnung vom Landtag einstimmig beschlossen.
1901/1903 wurde anstelle des älteren Gebäudes ein neubarockes Gebäude nach Entwürfen des Baurats Leidich erbaut. Die in einen Mittelrisalit und zwei Seitenrisalite geteilte Barockfassade erinnert an den „von Joachim Ludwig Schultheiß von Unfriedt geschaffenen südöstlichen Eckbau des Königlichen Schlosses.“ Das Gebäude wurde im Zweiten Weltkrieg stark zerstört; die Fassade ist jedoch erhalten und kann noch heute besichtigt werden. Beim Wiederaufbau 1951 verzichtete man auf die Ziergiebel der Seitenrisalite. Es steht heute unter Denkmalschutz.

## Bank der Ostpreußischen Landschaft

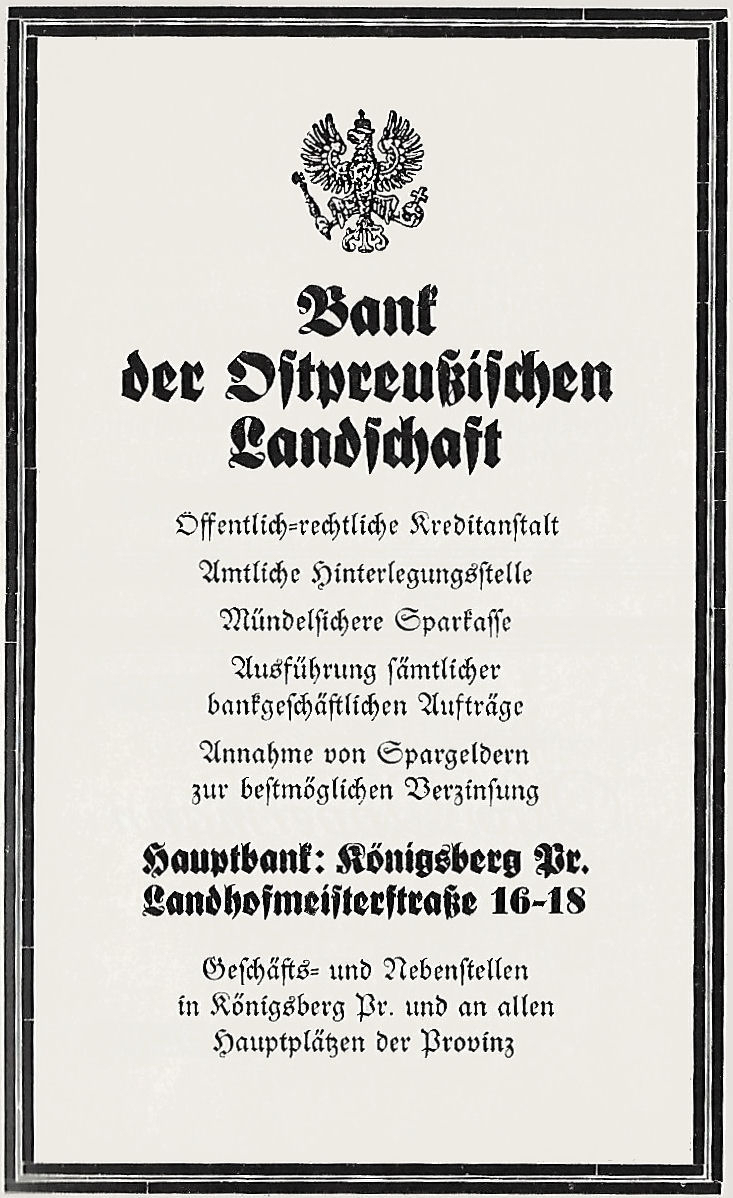
Anzeige (1927)

Die Anstalt wurde 1869 als öffentlich rechtliches Institut von der Ostpreußischen Generallandschaftsdirektion gegründet. Die Hauptstelle war ebenfalls in der Landhofmeisterstraße ansässig. Das weit verzweigte Filialnetz umfasste die Provinz Ostpreußen, einschließlich des Regierungsbezirkes Marienwerder. Insgesamt waren etwa 700 Mitarbeiter angestellt.

## Generallandschaftsdirektor
Die Generallandschaftsdirektoren der Provinzen Preußen und Ostpreußen waren:
1813–0000: Friedrich Ferdinand Alexander zu Dohna-Schlobitten (1771–1831)
1845–1853: Alfred von Auerswald (1797–1870)
–9999: Konsul Max Schroeder (1878–1947)
1859–1877: Emil Graf von Kanitz (1807–1877)
1887–1905: Jean Pierre Louis Bon (1837–1905)
1905–1906: Adolf Eckert (1830–1916)
1906–1920: Wolfgang Kapp (1858–1922)
1921–1925: Hugo Scheu (1845–1937)
1925–1933: Walter von Hippel (1872–1936)
–9999: Walter Lechler
–9999: Ernst Neumann

## Weitere Literatur
- Reinhard Adam: Das Stadtgymnasium Altstadt-Kneiphof zu Königsberg (Pr.). 1304–1945. Aus der Geschichte der beiden ältesten Schulen des deutschen Ostens. Leer, Rautenberg 1977, ISBN 3-7921-0196-3.
- Robert Albinus: Königsberg-Lexikon. Stadt und Umgebung. Flechsig, Würzburg 2002, ISBN 3-88189-441-1.
- Richard Armstedt: Geschichte der königl. Haupt- und Residenzstadt Königsberg in Preußen. in: Deutsches Land und Leben in Einzelschilderungen. 2, Städtegeschichten, Hobbing & Büchle, Stuttgart 1899. Nachdruck: (Historische Bibliothek). Melchior-Verlag, Wolfenbüttel 2006. ISBN 3-939102-70-9.
- Fritz Gause: Die Geschichte der Stadt Königsberg in Preußen. 3 Bände. 2./3. ergänzte Auflage. Böhlau, Köln u. a. 1996. ISBN 3-412-08896-X.